# 安东尼奥·加尔佐尼·普罗文扎尼
安东尼奥·加尔佐尼·普罗文扎尼（義大利語：Antonio Garzoni Provenzani，1906年12月2日—1989年2月15日），意大利男子赛艇运动员。他曾代表意大利参加1932年夏季奥林匹克运动会赛艇比赛，获得一枚铜牌。